# Dioscorea mexicana
Dioscorea mexicana là một loài thực vật có hoa trong họ Dioscoreaceae. Loài này được Scheidw. mô tả khoa học đầu tiên năm 1837.